# WHSV-TV
WHSV-TV, en el canal 3, es la estación de televisión afiliada a la cadena ABC para el mercado de Harrisonburg, Virginia. WHSV News 3, como se le conoce comúnmente, es propiedad de Gray Television y su transmisor está ubicado al oeste de la ciudad de Stanley en la Montaña Massanutten. La estación cubre 14 condados en el Valle de Shenandoah en Virginia y Virginia Occidental.
Además de su señal digital principal, WHSV opera tres subcanales digitales: un subcanal afiliado a Fox, otro afiliado a MyNetworkTV, y otro subcanal afiliado a ABC dirigido al público de Winchester, Virginia.

## Historia
El canal 3 salió al aire el 6 de octubre de 1953 como WSVA-TV (obteniendo su sigla de la frase: We Serve Virginia Agriculture). Era propiedad de Frederick L. Allman y la empresa Shenandoah Valley Broadcasting Corporation, los cuales también poseían la radioemisora WSVA (AM 550 y FM 100.7, actualmente WPQO). La estación estaba afiliada de manera primaria con NBC, y de manera secundaria con CBS y ABC.
A pesar de que era propiedad de una de las empresas de radiotelevisión más importantes de Virginia, WSVA-TV operaba con un bajo presupuesto. Los ingenieros de la estación conectaban la señal desde las tres afiliadas a las cadenas en Washington D. C. debido a que no poseía alimentación directa de las cadenas. No emitió programas locales (con excepción de las noticias) hasta 1956. Eliminó su afiliación con CBS en 1963.
En 1965, las estaciones de WSVA fueron vendidas a James Gilmore, Jr., un empresario de Míchigan. La estación comenzó a desligarse de la NBC en 1968, continuando con la emisión de algunos programas de dicha cadena hasta 1975. Emitió The Today Show desde 1968 hasta 1975 (cuando debutó Good Morning America), pero se emitía solo la segunda hora del programa dado que la señal no iniciaba transmisiones hasta las 8:00 a. m. En algunas ocasiones, los ingenieros olvidaban desconectarse a la señal de Washington para emitir cortes comerciales locales, lo que resultaba en que el canal 3 emitía los cortes de WMAL-TV (actual WJLA-TV) en Washington, la cual proveía la señal de ABC hacia WSVA.
En 1975, la Comisión Federal de Comunicaciones señaló que si un mercado de medios poseía solo una radioemisora FM, una emisora AM y una estación de televisión, estas no podían estar en manos de la misma persona. Gilmore vendió WSVA-TV a Benedek Broadcasting en 1976, y la estación adquirió su sigla actual, WHSV. Bajo la administración de Benedek, la estación pudo adquirir finalmente la alimentación directamente desde la cadena.
A inicios de los años 90, la estación inició su noticiero del mediodía.
Hasta 1999, el principal estudio de WHSV estaba ubicado junto a la Ruta 33, al oeste de Harrisonburg. La construcción de las nuevas dependencias en el centro urbano de Harrisonburg se inició en 1998. WHSV relocalizó sus oficinas y estudios en la primavera de 1999.
La mayoría de las estaciones de Benedek, incluyendo WHSV, fueron adquiridas por Gray Television en 2002. Ese mismo año se agregó un noticiero diario a las 5:00 p. m. Al mismo tiempo, se construyó un nuevo estudio en la sala de prensa del Condado de Augusta, en la ciudad de Staunton. El set posee una vista a la calle Wrst Frederick en el centro de Staunton. Este noticiero de las 5:00 p. m. fue el primero en emitirse desde el Condado de Augusta. En octubre de 2003, WHSV comenzó a realizar su noticiero vespertino desde Harrisonburg y Staunton.
WHSV adquirió su primer camión de transmisión en vivo por microondas en 2004. Antes de aquello, la estación rentaba equipamiento para transmisiones en exteriores. Desde 2004, WHSV ha comprado equipos adicionales para transmisión vía microondas para el uso de su nuevo departamento de prensa.
También en 2004, la compañía relacionada con WHSV, Gray Communications, lanzó WCAV en Charlottesville. La administración de WHSV jugó un importante papel en el lanzamiento de WCAV, para lo cual le entregó soporte técnico, humano y administrativo. Varios miembros del equipo de producción y prensa de WHSV fueron transferidos a WCAV después de su lanzamiento en agosto de 2004.
2006 fue un año de cambios significativos para WHSV. El 27 de febrero de 2006, el noticiero matutino de WHSV comenzó a emitirse a las 5:00 a. m. (anteriormente comenzaba a las 5:30). Esto coincidió con el debut de la nueva tecnología de predicción del tiempo adquirida a WSI Corporation.
Los estudios de noticias de WHSV en Harrisonburg y Augusta tuvieron cambios en abril de 2006 con la adición de nuevos equipos de transmisión y grabación. Los noticieros de WHSV fueron transmitidos desde un estudio temporal en la sala de prensa de Harrisonburg durante el período de construcción de dos semanas. Los nuevos estudios debutaron a las 5:00 a. m. del 24 de abril de 2006.
El director de prensa, Van Hackett, anunció su retiro de la estación en 2006. Hackett se desempeñó como director de prensa de WHSV desde diciembre de 2003 hasta agosto de 2006. Hackett fue sucedido por el exreportero de TV-3, Ed Reams, quien dejó un trabajo en WDSU en Nueva Orleans para retornar al Valle de Shenandoah. El 21 de julio de 2006, el hombre del tiempo Jay Webb, dejó la estación tras seis año de trabajo. Webb aceptó un trabajo en WDBJ en Roanoke.
Durante fines del verano e inicios del otoño de 2006, WHSV tuvo nuevamente varias mejoras tecnológicas para hacer camino al ingreso de sus nuevos subcanales digitales. Una gran torre fue construida detrás de los estudios en Harrisonburg para acomodar los receptores satelitales de los subcanales de Fox y MyNetworkTV en WHSV. El transmisor análogo de WHSV fue reemplazado durante la semana del 31 de agosto de 2006. Mientras el transmisor fue reemplazado, la señal estuvo disponible solo por cable.
El 30 de octubre de 2006, WHSV eliminó de su programación de las 5:30 p. m. al programa The Andy Griffith Show en favor de un noticiero al mismo horario. Esto coincidió con el debut de un nuevo logotipo para la estación y nuevas gráficas para los noticieros.
Durante el fin de semana de Acción de Gracias de 2006, los sitios web de WHSV y TV3 Winchester fueron remodelados. La mayoría de las estaciones de Gray Communications adoptó el mismo estilo para sus sitios en internet.
Hasta 1973 (cuando WVIR-TV salió al aire en Charlottesville), el canal 3 era la única estación de televisión comercial entre Richmong y Roanoke. Abrió una repetidora en el canal 64 en Charlottesville en 1979. Sin embargo, WHSV raramente cubre eventos del área de Charlottesville. En 2004, la repetidora en Charlottesville se convirtió en una estación aparte, WVAW-LP, en el canal 16.
El miércoles 16 de enero de 2008, WHSV anunció que sus tres grandes cadenas, WHSV, The Valley's FOX, y My Valley, estarían disponibles en la lista de canales de DirecTV.
En 2008, WHSV anunció que sus noticieros comenzarían a ser emitidos en alta definición en un futuro próximo. Se espera que durante 2009 se inicen las transmisiones en dicho formato.

## FestivalVoice of the Valley
Cada año, WHSV auspicia una competencia de canto denominada Voice of the Valley (en español: La voz del valle). La idea la originó Jenealle Smith, antigua personalidad de WHSV. El canal muestra a los finalistas en WHSV News 3 at Noon toda la semana en la Feria del Condado de Rockingham y emite una hora de la final en vivo.

## WHSV DT3: TV3 Winchester
El 5 de marzo de 2007, WHSV lanzó TV3 Winchester, una afiliada a ABC para Winchester, Virginia. La estación es un proyecto conjunto entre WHSV y la Universidad de Shenandoah. Junto con Winchester, la estación sirve a los condados de Frederick, Clarke, Warren y Shenandoah, todos ellos en Virginia. A pesar de que la estación transmite su señal abierta en el subcanal digital DT3 de WHSV, solo puede ser vista por cable en las áreas a las que está enfocada su programación.

## Televisión digital
La señal digital de la estación, en la señal digital UHF 49, está multiplexada:
| Canal | Video | Aspecto | Letras de PSIP | Programación                   |
| ----- | ----- | ------- | -------------- | ------------------------------ |
| 3.1   | 720p  | 16:9    | WHSV-DT        | WHSV-TV / ABC                  |
| 3.2   | 480i  | 16:9    | WHSV-DT        | WSVW-LD / NBC                  |
| 3.3   | 480i  | 16:9    | WHSV-DT        | Ion Television                 |
| 3.4   | 480i  | 16:9    | WHSV-DT        | MyValley / MyNetwork TV y MeTV |
| 3.5   | 480i  | 16:9    | WHSV-DT        | WSVF-CD2 / CBS The V           |

## Noticieros
- WHSV News 3 Daybreak
- WHSV News 3 at Noon
- WHSV News 3 at 5pm
- WHSV News 3 at 6pm
- WHSV News 3 11@11

### Especiales
- The Endzone (11:25 p. m. a 12:05 a. m., los viernes en la noche durante la temporada de fútbol americano universitario): Es una coproducción conjunta entre WHSV y TV3 Winchester y es emitido en ambos programas simultáneamente.

- WHSV Sports X-tra: Es un programa deportivo para internet producido por el director deportivo de WHSV, Damon Dillman, y Zac Choate. Cubre las últimas noticias y realiza conversaciones deportivas acerca de los eventos ocurridos en la semana anterior.

- Light for Today: Es un programa religioso que se emite en WHSV los domingos en la mañana, a las 11:30 a. m. Se transmite desde la Iglesia Bautista del Pueblo en Harrisonburg y es producido por WHSV.

- Virginia Dream Centerstage: Es un show musical y de variedades que se emite ocasionalmente en WHSV. Es producido y transmitido por WHSV.

## Personalidades

### Equipo de prensa
- Bob Corso - Presentador a las 5:00 y 5:30 p. m.
- Haley Harrison - Presentadora a las 6:00 y 11:00 p. m.
- Michael Hyland - Reportero de Harrisonburg
- Keith Jones - Presentador de fines de semana / Reportero en Staunton
- Yuna Lee - Reportero general
- Melanie Lofton - Presentadora a las 5:00 y 5:30 p. m.
- Kay Norred - Productor Ejecutivo / Presentador de reemplazo
- Mary Pulley - Presentadora de fines de semana / Reportera del Condado de Rockingham
- Ed Reams - Director de prensa / Presentador de reemplazo
- Val Thompson - Presentadora a las 6:00 y 11:00 p. m.
- Phillip Townshed - Reportero del Condado de Augusta
- Lorilee Victorino - Presentador
- Garon Wade - Reportero

### Meteorólogos
- Mallory Brooke - Meteoróloga de fines de semana
- George Hirschmann - Meteorólogo Jefe /5:00, 6:00 y 11:00 p. m.
- Tracy Turner - Meteoróloga matutino y del mediodía

### Deportes
- Damon Dillman - Director deportivo / Presentador deportivo de lunes a viernes
- Zac Choate - Presentador deportivo de fines de semana

## Personalidades del pasado
- Jane Smith - Presentadora a las 6:00 y 11:00 p. m., reportera (1994-1998, actualmente en KGW-TV).
- Julie Bidwell - Presentadora al mediodía (1997-2000, actualmente en Fox News Channel como Julie Banderas).
- Elliott Wiser - Reportera de Charlottesville (1981-1982, actualmente Vicepresidenta Corporativa de Programación Local y de Noticias en Bright House Networks).
- Chris Suchan - Hombre del tiempo (fines de los años 90, actualmente en WBTV-TV).
- Ron Magnuson - Reportero, presentador de fines de semana (fines de los años 90, actualmente en WSOC-TV).
- Kevin Schultze - Reportero (inicios de los años 90, en WJLA-TV hasta 2005).
- Beth Parker - Reportera, presentadora (inicios de los años 90, actualmente en WTTG-TV).
- Andrew Speno - Presentador de fines de semana, reportero (fines de los años 90, actualmente en KOKH-TV).
- J.J. Davis - Presentador deportivo de fines de semana y director deportivo (1991-2000, actualmente en KPTM-TV).
- Brian North - Director deportivo (1992-1998, actualmente en WCTI-TV).
- Meredyth Censullo - Reportera, mujer del tiempo (fines de los años 90, actualmente en WTSP-TV).
- Thomas Tobin - Reportero (1998-1999, actualmente es productor en WTTG-TV).
- Tom Patton - Hombre del tiempo (fines de los años 90, actualmente en WWBT-TV).
- Dan Bewley - Copresentador matutino (2000-2003, actualmente en WOOD-TV).
- Rachel DePompa - Reportera, presentadora de fines de semana (1999-2002, actualmente en WWBT-TV).
- Susan Bahorich - Reportera, copresentadora matutina (2000-2003, actualmente en WDBJ-TV).
- Melissa Tune - Reportera (1999-2001, actualmente en WRDW-TV).
- Melissa DiPane - Reportera del Condado de Augusta (1999-2002, actualmente en WOFL-TV).
- Danielle Banks - Reportera del Condado de Augusta, mujer del tiempo (2000-2003, actualmente en The Weather Channel).
- Jay Webb - Hombre del tiempo de fines de semana, hombre del tiempo matutino (2000-2006, actualmente en WDBJ-TV).
- Michelle Smith - copresentador a las 6:00 y 11:00 p. m. (2001-2003, actualmente en WRGB-TV).
- Erin Tate - Reportera (2002-2003, actualmente en WCMH-TV).
- Amy Kehm - Reportera, presentadora de fines de semana, copresentadora a las 5:00 p. m. (2002-2006, actualmente en WHTM-TV).
- Mike Mueller - Reportero del Condado de Augusta (2004-2006, actualmente en WTAJ-TV).
- Meryl Conant - Reportera del Condado de Augusta (2004-2006, actualmente es publicista para CNN).
- Evan Fitzgerald - Reportero del Condado de Augusta, copresentador matutino (2004-2007, actualmente en WZVN-TV).
- Brianne Carter - Reportero del Condado de Augusta (2005-2006, actualmente en WJLA/News Channel 8).
- Megan Bennett - Meteoróloga matutina (2006-2007, actualmente en KEYE-TV).
- Lauren McKay - Reportera (2005-2006); presentadora de fines de semana (2007) (actualmente es productora en WJLA/News Channel 8).
- Joe Downs - Presentador deportivo de fines de semana (2002-2003); Director deportivo (2003-2007, actualmente en WLIO-TV).
- Shane Symolon - Reportera de Staunton (2006-2008, actualmente en WWLP-TV).
- Kelly Creswell - Reportera de Harrisonburg (2006-2008, actualmente en WJLA-TV/Newschannel 8).
- Tracey Neale - Reportera (Inicios de los años 90, anteriormente en WTTG-TV y WUSA-TV).
- Tara Brown - Copresentadora a las 5:00, 6:00 y 11:00 p. m. (2002-2004, actualmente en WEAR-TV).
- James Jackson - Reportero (2006-2008, actualmente en WTOV-TV).
- Tim Saunders - Reportero, presentador de fines de semana (2003-2006, actualmente en WDBJ-TV).
- Van Hackett - Copresentador a las 6:00 p. m., director de prensa (2003-2006, retirado).
- Jamie Curott - Copresentador a las 6:00 y 11:00 p. m. (2004-2008, actualmente en WJAC-TV).
- Mike McNeil - Presentador matutino y del mediodía (2006-2009, actualmente en Texas).